# Социализм для богатых и капитализм для бедных
Социализм для богатых и капитализм для бедных — классический политико-экономический аргумент, утверждающий, что в обществах развитого капитализма государственная политика позволяет богатым получать больше ресурсов, чем получают бедные, например, в форме трансфертных платежей. Термин «корпоративное благосостояние» широко используется для описания благосклонности государства к корпорациям. Одна из наиболее частых форм критики — утверждение о том, что капиталистическая политика позволяет крупным корпорациям «приватизировать прибыль и социализировать убытки». Этот аргумент выдвигался и приводился во многих случаях.

## История и применение термина
Эта фраза, возможно, впервые была популяризирована в 1962 году книгой Майкла Харрингтона «The Other America», в которой Харрингтон цитировал Чарльза Абрамса, известного специалиста по жилищному хозяйству.
Эндрю Янг использовал эту цитату, называя американскую систему «социализмом для богатых и свободным предпринимательством для бедных», и Мартин Лютер Кинг младший часто использовал эту формулировку в своих выступлениях. По меньшей мере с 1969 года Гор Видал использовал выражение «свободное предпринимательство для бедных и социализм для богатых» для описания экономической политики США, а также в 1980-е в своей критике рейганомики.
Экономист Дин Бейкер выразил сходные взгляды в книге «The Conservative Nanny State: How the Wealthy Use the Government to Stay Rich and Get Richer», в которой он указал на несколько областей политики, где вмешательство государства необходимо для сохранения и увеличения богатства в руках немногих.
Лингвист Ноам Хомский также подверг критике применение принципов свободного рынка. Он утверждал, что богатые используют риторику свободного рынка, чтобы навязать больший экономический риск низшим классам, в то время как сами они изолированы от суровых условий рынка преимуществами богатства. Он заметил: «свободный рынок — это социализм для богатых: [свободные] рынки для бедных и государственная защита для богатых». Также Ноам Хомский заявил, что богатые и влиятельные «хотят иметь возможность управлять государством-няней», так что «когда они окажутся в беде, налогоплательщик выручит их», приводя в качестве примера «слишком большой, чтобы потерпеть неудачу».
Аналогичные аргументы звучали и в связи с финансовыми потрясениями 2008 года. Описывая федеральное поглощение Fannie Mae и Freddie Mac, Рон Блэкуэлл, главный экономист AFL-CIO, использовал выражение «Социализм для богатых и капитализм для бедных» для характеристики системы. В сентябре 2008 года американский сенатор Берни Сандерс сказал по поводу спасения финансовой системы США: «это самый крайний пример, который я могу вспомнить о социализме для богатых и свободном предпринимательстве для бедных». В том же месяце экономист Нуриэль Рубини «вызывает сожаление тот факт, что Конгресс не проконсультировался ни с одним из многих профессиональных экономистов, которые представили […] альтернативные планы, более справедливые и эффективные и менее дорогостоящие, для разрешения этого кризиса. Это ещё один случай приватизации прибылей и обобществления потерь; спасение и социализм для богатых, хорошо связанных и Уолл-Стрит».
Бывший министр труда США Роберт Райх адаптировал эту фразу в The Daily Show в октябре 2008 года: «у нас есть социализм для богатых, а капитализм для всех остальных.»
Сенатор США Берни Сандерс вновь сослался на эту фразу во время своей восьмичасовой речи в Сенате 10 декабря 2010 года против продолжения сокращения налогов во времена Буша, когда Буш говорил о федеральной помощи крупным финансовым учреждениям, но малым предприятиям отказывали в кредитах.

## Вариации
- Приватизация прибылей, обобществление убытков
- Рынки, свободное предпринимательство, частное предпринимательство и капитализм для бедных, а государственная защита и социализм для богатых